# التطور الإقليمي للإمبراطورية البريطانية

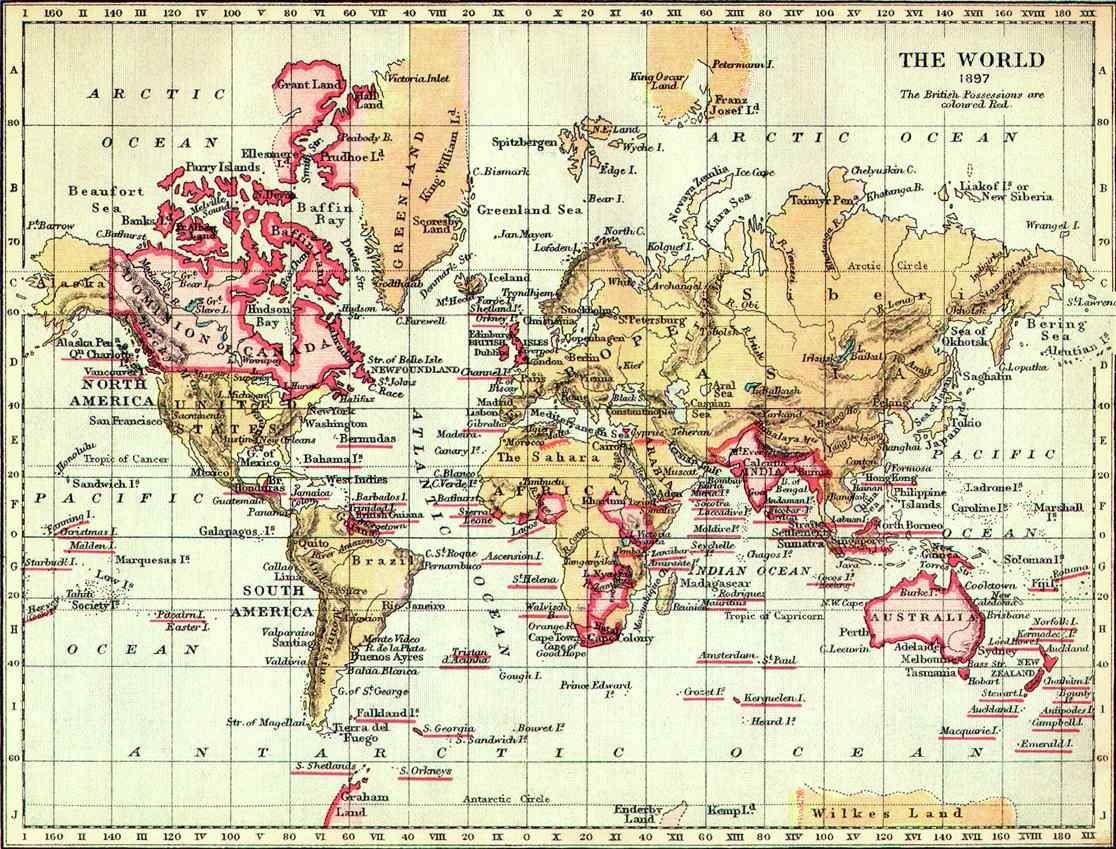
العالم عام 1897. "الإمبراطورية الاستعمارية البريطانية ملونة باللون الأحمر"

بدأ التطور الإقليمي للإمبراطورية البريطانية بتأسيس الإمبراطورية الاستعمارية الإنجليزية في أواخر القرن السادس عشر. أصبحت العديد من المناطق حول العالم تحت سيطرة المملكة المتحدة منذ ذلك الحين.
تأسست مملكة بريطانيا العظمى في عام 1707 من خلال اتحاد مملكة اسكتلندا مع مملكة إنجلترا وانتقلت ممتلكات الدول الاستعمارية الأخيرة إلى الدولة الجديدة. وكذلك عندما اتحدت بريطانيا العظمى مع مملكة إيرلندا في عام 1801 لتشكيل المملكة المتحدة انتقلت السيطرة على ممتلكاتها الاستعمارية إلى الدولة الجديدة. ويشار إلى هذه المناطق مجتمعة باسم الإمبراطورية البريطانية. بقيت مناطق الإمبراطورية الأخرى تحت سيطرة المملكة المتحدة بعد حصول معظم إيرلندا على استقلالها عام 1922 كدولة حرة.
جلس على العرش البريطاني سلسلة من الملوك الذين كانوا أيضًا حكام ولاية هانوفر الألمانية منذ عام 1714 وحتى 1837. وكان هذا اتحادًا شكليا فقط حيث حافظت هانوفر على استقلالها السياسي، وبالتالي لم تُعتبر جزءًا من الإمبراطورية البريطانية.
تباينت طبيعة المناطق (والشعوب) في الإمبراطورية البريطانية بشكل كبير. شملت المناطق تلك التي خضعت رسميًا لسيادة الملك البريطاني من الناحية القانونية (الذي حمل لقب إمبراطور الهند من 1876 إلى 1947) مختلف المناطق الأجنبية التي سيطرت عليها المحميات، والأراضي المنقولة إلى الإدارة البريطانية تحت سلطة عصبة الأمم أو الأمم المتحدة، والأراضي الأخرى المتنوعة مثل السودان الإنجليزي المصري الذي وقع تحت سيادة مشتركة مع مصر. لم يطبق نظام موحد للحكومة على أي من ذلك.
حصلت عدد من الدول (الدومينيون) داخل الإمبراطورية البريطانية على استقلالها على مراحل خلال الجزء الأول من القرن العشرين. فكك الجزء الأكبر من بقية الإمبراطورية خلال العشرين عامًا التي تلت نهاية الحرب العالمية الثانية بدءًا من استقلال الهند وباكستان في عام 1947، وحتى نهايتها بتسليم هونغ كونغ إلى الصين في عام 1997. ومع ذلك لا يزال هناك 14 إقليمًا عالميًا خاضعًا لسلطة المملكة المتحدة وسيادتها.

## الحكم
تشير الإمبراطورية البريطانية إلى الهيمنة والدول الخاضعة لسيطرة التاج البريطاني. بالإضافة إلى المناطق التي خضعت رسميًا لسيادة العاهل البريطاني، فرضت السيطرة على مختلف الأراضي الأجنبية كمحميات، والأراضي المنقولة إلى الإدارة البريطانية تحت سلطة عصبة الأمم أو الأمم المتحدة، ومناطق أخرى متنوعة مثل السودان الإنجليزي المصري. تغيرت طبيعة إدارة الإمبراطورية حسب الزمان والمكان، ولم يكن هناك نظام موحد للحكومة في الإمبراطورية.

### المستعمرات
كانت المستعمرات عبارة عن أراض من المفترض أن تكون أماكن سيطرة دائمة لتوفر الأرض للمستوطنين. ادعى التاج السيادة المطلقة عليها رغم أنها لم تكن جزءًا من المملكة المتحدة رسميًا. كان قانونها بشكل عام هو القانون العام في إنجلترا إلى جانب أي قوانين برلمانية بريطانية طُبقت عليها أيضًا. مُنحت بعض المستعمرات حكومة مسؤولة بمرور الوقت، مما جعلها تتمتع بالحكم الذاتي إلى حد كبير.

### مستعمرة التاج
كانت مستعمرة التاج نوعًا من الإدارة الاستعمارية للإنجليز ثم الإمبراطورية البريطانية التي كان يسيطر فيها التاج على التشريع والإدارة.
حُكمت مستعمرات التاج من قبل الحاكم الذي عُيّن من قبل الملك. عين الحاكم حكامًا ملكيين بناءً على نصيحة وزير الدولة للمستعمرات بحلول منتصف القرن التاسع عشر. وأصبحت هذه هي الطريقة الرئيسية لإنشاء وإدارة المستعمرات. كان لمعظم مستعمرات التاج ولا سيما مستعمرات المستوطنين البيض هيئة تشريعية من مجلسين، تشكلت عادة من مجلس أعلى يسمى المجلس التشريعي الذي عين أعضاءه بشكل مشابه لمجلس اللوردات البريطاني. كان هناك أيضًا مجلس النواب الذي سُمي عادة الجمعية التشريعية أو مجلس النواب. عادة ما انتخب أعضاء مجلس النواب لكن اقتصر الاقتراع على الرجال البيض الأحرار فقط، وعادة بوجود قيود تخص مالكي عقارات. وبما أنّ ملكية الأرض كانت واسعة الانتشار فإن معظم الرجال البيض تمكنوا من التصويت. كان للحاكم أيضًا في كثير من الأحيان مجلس تنفيذي بأهداف مماثلة لمجلس الوزراء في إنجلترا ولكنه لم يكن مسؤولًا أمام مجلس النواب الاستعماري، فقد شغلوا مناصبًا استشارية ولم يشغلوا مناصب إدارية مثلهم مثل الوزراء. لم يكن أعضاء المجلس التنفيذي أعضاء في مجلس النواب ولكنهم كانوا عادة أعضاء في مجلس الشيوخ. اكتسبت المستعمرات البيضاء حكومة داخلية أكثر مسؤولية وبدأ مجلس النواب في حل مجلس الشيوخ (غير المنتخب عادةً) بصفته الهيئة التشريعية الاستعمارية، وبرز منصب رئيس الوزراء.

### المستعمرة المستأجرة
المستعمرة المستأجرة هي واحدة من الفئات الثلاث للحكومة الاستعمارية التي تأسست في مستعمرات القرن السابع عشر الإنجليزية في أمريكا الشمالية. منح الملك ميثاقًا للحكومة الاستعمارية حدد القواعد التي بموجبها ستُحكم المستعمرة المستأجرة، وانتخبت المستعمرات المستأجرة حكامها على أساس القواعد المنصوص عليها في الميثاق أو التشريعات الاستعمارية الأخرى.

### المستعمرة المُتملّكة
منح عدد من المستعمرات في القرنين السادس عشر والسابع عشر لبعض الأفراد وعرفت باسم المستعمرة المُتملّكة. حكم هذه المستعمرات في أمريكا اللورد المالك، الذي مارس السلطة بحكم الميثاق الملكي، وعادة ما مارس سلطته كسلطة مستقلة تقريبًا. وتحولت في النهاية إلى مستعمرات التاج.

### شركة مرخصة
الشركة المرخصة هي جمعية شكلها المستثمرون أو المساهمون بغرض التجارة والاستكشاف والاستعمار. عادة ما تشكلت الشركات المستأجرة وحصلت على شرعيتها بموجب ميثاق ملكي. حدد هذا المستند الشروط التي بموجبها يمكن للشركة أن تمارس التجارة، وحدد حدود نفوذها، ووصف حقوقها ومسؤولياتها. شكلت مجموعات من المستثمرين شركات التأمين واستفادت من استكشاف إفريقيا والهند وآسيا ومنطقة البحر الكاريبي وأمريكا الشمالية تحت رعاية الدولة. حكمت بعض الشركات مثل شركة الهند الشرقية الممتلكات الاستعمارية الكبيرة (خاصة في الهند).

### المحميات والدول المحمية
المحمية هي إقليم لم يُضم رسميًا، ولكن امتلك التاج سلطة تنفيذية وقضائية عليه بموجب الاتفاقية أو المنحة أو غيرها من الوسائل القانونية. تختلف المحمية عن الدولة المحمية. الدولة المحمية هي أرض خاضعة لحاكم أجنبي تتمتع بالحماية البريطانية، وتمارس سيطرتها على شؤونها الخارجية، ولكنها لا تملك السيطرة فيما يتعلق بشؤونها الداخلية.

### الدومينيون
الدومينيون هي حكومات شبه مستقلة خضعت للتاج بشكل اسمي وشكلت الإمبراطورية البريطانية والكومنولث البريطاني ابتداءً من أواخر القرن التاسع عشر. كانت الدومينيون في السابق مستعمرات للتاج، وقد توحدت بعض المستعمرات لتشكل دومينيون مثل اتحاد جنوب إفريقيا وكومنولث أستراليا. حُدد وضع السيادة رسميًا في إعلان بلفور لعام 1926 والذي اعترف بهذه البلدان كمجتمعات مستقلة داخل الإمبراطورية البريطانية، وبالتالي اعترفت بمساواتها لسياسية المملكة المتحدة.

## المستعمرات الحالية
لا تزال 14 مستعمرة سابقة (منذ عام 2002 تعرف باسم أقاليم ما وراء البحار البريطانية) تحت الحكم البريطاني، توقف استخدام مصطلح المستعمرات رسميًا لوصفها.
تعتبر جميع أقاليم ما وراء البحار البريطانية تقريبًا جزرًا (أو مجموعات من الجزر) بها عدد قليل من السكان، بعضها في المناطق النائية جدًا من العالم. تتمتع جميع المناطق التي تملك سكان دائمين بدرجة ما من الحكم الذاتي الداخلي، مع احتفاظ المملكة المتحدة بمسؤولية الدفاع عنها وبقرارات العلاقات الخارجية.